# Eleições estaduais em Goiás em 1974
As eleições estaduais em Goiás em 1974 ocorreram em duas etapas conforme previa o Ato Institucional Número Três e assim a eleição indireta do governador Irapuan Costa Júnior e do vice-governador José Bittencourt foi em 3 de outubro e a escolha do senador Lázaro Barbosa, 13 deputados federais e 37 estaduais aconteceu em 15 de novembro a partir de um ritual aplicado aos 22 estados e aos territórios federais do Amapá, Rondônia e Roraima. Os goianos residentes no Distrito Federal escolheram seus representantes no Congresso Nacional por força da Lei nº 6.091 de 15 de agosto de 1974.
Nascido em Goiânia o governador Irapuan Costa Júnior formou-se em Engenharia Civil pela Universidade Federal do Rio de Janeiro e entrou no serviço público como funcionário das Centrais Elétricas de Goiás chegando ao posto de diretor técnico e presidente da companhia. Professor da Universidade Federal de Goiás, atuou no ramo imobiliário como fundador ou sócio de construtoras, bem como foi presidente do Banco Brasileiro Comercial. Vice-presidente da Associação Brasileira de Bancos Comerciais e presidente da Associação de Bancos do Estado de Goiás, sua estreia na vida política ocorreu em 1973 ao sr nomeado prefeito de Anápolis quando a cidade foi convertida em área de segurança nacional sendo nomeado prefeito da mesma em lugar de José Batista Júnior. A seguir foi escolhido governador de Goiás pelo presidente Ernesto Geisel em 1974.
Para vice-governador foi eleito o advogado José Bittencourt. Formado pela Universidade Federal de Goiás, ele nasceu em Aracaju e foi também jornalista e escritor. Professor da Pontifícia Universidade Católica de Goiás e procurador-geral do estado, presidiu o Conselho Estadual de Educação, foi diretor administrativo da Organização de Saúde de Goiás, diretor da Rádio Difusora de Goiânia e diretor-geral da Assembleia Legislativa de Goiás. Começou sua vida política como vereador em Palmeiras de Goiás antes de ser eleito verador em Goiânia em 1958 e 1962. Na capital goiana foi secretário municipal de Educação e depois de Administração na passagem de Hélio de Brito pela prefeitura. Secretário de Administração na interventoria de Carlos de Meira Matos e secretário de Educação no governo de Emílio Ribas Júnior, era suplente de deputado estadual no exercício do mandato àquela ocasião.
Para senador foi eleito o agropecuarista Lázaro Barbosa. Nascido em Orizona ele é advogado formado pela Pontifícia Universidade Católica de Goiás. Secretário-geral da prefeitura de Petrolina de Goiás durante um ano a contar de 1957, filou-se depois ao PSD e foi escolhido diretor do Departamento de Indústria e Comércio de Goiás da secretaria estadual de Indústria e Comércio em 1965. Derrotado ao buscar um mandato de deputado estadual pelo MDB em 1966, não disputou o pleito seguinte. Na seara proporcional a ARENA manteve percentuais similares aos obtidos há quatro anos.

## Resultado da eleição para governador
A eleição ficou a cargo da Assembleia Legislativa de Goiás e dela participaram apenas os deputados governistas visto que os 11 membros da bancada do MDB preferiram não tomar parte no processo.
| Candidatos a governador do estado | Candidatos a vice-governador | Número | Coligação             | Votação | Percentual |
| --------------------------------- | ---------------------------- | ------ | --------------------- | ------- | ---------- |
| Irapuan Costa Júnior ARENA        | José Bittencourt ARENA       | -      | ARENA (sem coligação) | 22      | 100%       |

## Resultado das eleições para senador
Com informações do Tribunal Superior Eleitoral cujos arquivos informam a ocorrência de 755.278 votos nominais, 72.285 votos em branco e 38.563 votos nulos resultando no comparecimento de 866.126 eleitores.
| Candidatos a senador da República | Primeiro suplente de senador | Número | Coligação             | Votação | Percentual |
| --------------------------------- | ---------------------------- | ------ | --------------------- | ------- | ---------- |
| Lázaro Barbosa MDB                | Dario de Paiva Sampaio MDB   | -      | MDB (sem coligação)   | 428.564 | 56,74%     |
| Manoel dos Reis Silva ARENA       | Jamel Cecílio ARENA          | -      | ARENA (sem coligação) | 326.714 | 43,26%     |

## Deputados federais eleitos
São relacionados os candidatos eleitos com informações complementares da Câmara dos Deputados.

Representação eleita
  ARENA: 8
  MDB: 5

Fonteː
| Deputados federais eleitos | Partido | Votação | Percentual | Cidade onde nasceu | Unidade federativa |
| Juarez Bernardes           | MDB     | 81.071  |            | Planaltina         | Goiás              |
| Ademar Santillo            | MDB     | 48.868  |            | Ribeirão Preto     | São Paulo          |
| Fernando Cunha             | MDB     | 48.669  |            | Itumbiara          | Goiás              |
| Hélio Levy                 | ARENA   | 45.623  |            | Catalão            | Goiás              |
| Siqueira Campos            | ARENA   | 44.251  |            | Crato              | Ceará              |
| Hélio Mauro                | ARENA   | 43.582  |            | Goiânia            | Goiás              |
| Jarmund Nasser             | ARENA   | 39.302  |            | Caiapônia          | Goiás              |
| Iturival Nascimento        | MDB     | 37.566  |            | Rio Verde          | Goiás              |
| José de Assis              | ARENA   | 35.630  |            | Mineiros           | Goiás              |
| Ary Valadão                | ARENA   | 34.423  |            | Anicuns            | Goiás              |
| Elcival Caiado             | ARENA   | 33.894  |            | Goiás              | Goiás              |
| Rezende Monteiro           | ARENA   | 33.549  |            | Caiapônia          | Goiás              |
| Genervino Fonseca          | MDB     | 31.359  |            | Catalão            | Goiás              |

## Deputados estaduais eleitos
Segundo o Tribunal Superior Eleitoral a ARENA conquistou 22 vagas em disputa contra 15 vagas do MDB, totalizando 37 cadeiras.

Representação eleita
  ARENA: 22
  MDB: 15

Fonteː
| Deputados estaduais eleitos    | Partido | Votação | Percentual | Cidade onde nasceu    | Unidade federativa |
| Henrique Santillo              | MDB     | 32.604  |            | Ribeirão Preto        | São Paulo          |
| Ibsen de Castro                | ARENA   | 26.813  |            | Morrinhos             | Goiás              |
| Derval de Paiva                | MDB     | 20.049  |            | Cumari                | Goiás              |
| Iram Saraiva                   | MDB     | 19.278  |            | Goiânia               | Goiás              |
| Tobias Alves                   | MDB     | 17.636  |            | Miguelópolis          | São Paulo          |
| Paulo Rezek Andery             | ARENA   | 16.466  |            | Gália                 | São Paulo          |
| João Felipe                    | MDB     | 15.935  |            | Catalão               | Goiás              |
| Luiz Soyer                     | MDB     | 14.846  |            | Inhumas               | Goiás              |
| Jesus Meireles                 | ARENA   | 13.485  |            | Luziânia              | Goiás              |
| Sérgio Ramos Caiado            | ARENA   | 12.965  |            | Anápolis              | Goiás              |
| Mário Bezerra Cavalcante       | ARENA   | 12.779  |            | Miracema do Norte     | Tocantins          |
| Clepino Antônio de Araújo      | MDB     | 12.742  |            | Goiás                 | Goiás              |
| Wilton Rodrigues de Cerqueira  | MDB     | 12.706  |            | Natividade            | Tocantins          |
| Alziro Gomes                   | ARENA   | 12.360  |            | Imperatriz            | Maranhão           |
| Lúcio Lincoln de Paiva         | MDB     | 12.053  |            | Araguari              | Minas Gerais       |
| Habid Gabriel Issa             | ARENA   | 11.799  |            | Anápolis              | Goiás              |
| Ênio Paschoal                  | ARENA   | 11.719  |            | Catalão               | Goiás              |
| Tércio Caldas                  | ARENA   | 11.420  |            | Itaberaí              | Goiás              |
| Juarez Magalhães de Almeida    | MDB     | 11.317  |            | Formosa               | Goiás              |
| Francisco de Castro            | ARENA   | 11.209  |            | Jaraguá               | Goiás              |
| Wander Arantes de Paiva        | ARENA   | 10.915  |            | Santa Helena de Goiás | Goiás              |
| Raimundo Gomes Marinho         | ARENA   | 10.816  |            | Tocantinópolis        | Tocantins          |
| Clarismar Fernandes dos Santos | ARENA   | 10.323  |            | Goiânia               | Goiás              |
| Domingos Moni                  | MDB     | 10.182  |            | Barretos              | São Paulo          |
| Manoel da Costa Lima           | MDB     | 9.552   |            | Serranópolis          | Goiás              |
| Antônio Pereira da Silva       | ARENA   | 9.551   |            | Porto Nacional        | Tocantins          |
| Manoel Libânio de Araújo       | ARENA   | 9.465   |            | Formosa               | Goiás              |
| Humberto Xavier                | ARENA   | 9.309   |            | Quirinópolis          | Goiás              |
| Juracy Xavier Teixeira         | ARENA   | 9.246   |            | Porteiras             | Ceará              |
| Adjair de Lima e Silva         | ARENA   | 9.068   |            | Iporá                 | Goiás              |
| Wolney Siqueira                | ARENA   | 8.991   |            | Pirenópolis           | Goiás              |
| Getúlio de Souza               | MDB     | 8.967   |            | Claraval              | Minas Gerais       |
| Domingos Venâncio de Almeida   | ARENA   | 8.953   |            | Jaraguá               | Goiás              |
| Nelson de Castro Ribeiro       | ARENA   | 8.946   |            | Jaraguá               | Goiás              |
| Genésio de Barros              | ARENA   | 8.826   |            | Morrinhos             | Goiás              |
| João Divino                    | MDB     | 8.476   |            | Goiânia               | Goiás              |
| João Neto de Campos            | MDB     | 8.083   |            | Catalão               | Goiás              |